# جون كيربي
جون كيربي (1772-19 ديسمبر 1846)، رجل أعمال وشخصية سياسية في كندا العليا.

## حياته
ولد في ناريسبورو [الإنجليزية] بإنجلترا عام 1772 ووصل مع والديه إلى منطقة فورت تيكونديروجا في نيويورك عام 1774. انتقل والده إلى سانت لويس. (تسمى اليوم سان جان سور ريشليو) في كندا السفلى. بعد ذلك، انتقل لاحقًا إلى كينغستون، حيث أصبح تاجرًا يستورد ويصدر البضائع.
في عام 1818 كيربي عين قاضيًا لمنطقة ميدلاند. كان يمتلك أسهمًا في السفن البخارية على بحيرة أونتاريو وساعد في تأسيس شركة كاتاراكي بريدج وأصبح فيما بعد رئيسًا لها. كما شغل منصب مدير بنك كندا العليا والبنك التجاري لمنطقة ميدلاند. وكان أيضًا مؤيدًا نشطًا لكنيسة إنجلترا. دعم تطوير المدارس والمستشفيات وساعد في دعم المهاجرين المحتاجين الذين يستقرون في المنطقة. خدم في المجلس التشريعي لكندا العليا من عام 1831 إلى عام 1841 وكان برتبة مقدم في الميليشيا المحلية.
توفي في كينغستون عام 1846.